# Venom: The Last Dance
Venom: The Last Dance (prt: Venom: A Última Dança; bra: Venom 3: A Última Rodada) é um filme de super-herói americano com o personagem Venom da Marvel Comics, produzido pela Columbia Pictures. Distribuído pela Sony Pictures Releasing, é o quinto filme do Universo do Homem-Aranha da Sony e a sequência de Venom (2018) e Venom: Tempo de Carnificina (2021). O filme foi escrito, coproduzido e dirigido por Kelly Marcel (em sua estreia na direção), a partir de uma história que ela escreveu com Tom Hardy, que reprisa seu papel como Eddie Brock/Venom e também atuou como coprodutor.
Hardy revelou em agosto de 2018 que foi contratado para aparecer em um terceiro filme de Venom e o desenvolvimento começou em dezembro de 2021, após o lançamento do segundo filme. Marcel e Hardy estavam escrevendo o roteiro em junho de 2022, e Marcel deveria dirigir em outubro. As filmagens começaram no final de junho de 2023 na Espanha, mas foram interrompidas no mês seguinte devido à greve SAG-AFTRA de 2023. As filmagens foram retomadas em novembro após o fim da greve, e foram concluídas no final de fevereiro de 2024.
Venom: The Last Dance foi lançado nos Estados Unidos no dia 25 de outubro de 2024, enquanto foi lançado um dia antes no Brasil. O filme teve uma recepção mista por parte dos críticos, mas se saiu bem nas bilheterias.

## Enredo
Eddie Brock e o simbionte Venom fogem quando são caçados por ambos os mundos.

## Elenco
- Tom Hardy como Eddie Brock / Venom: Um jornalista investigativo que é anfitrião de um simbionte alienígena que o imbui de habilidades sobre-humanas e um alter ego violento: Venom.
- Chiwetel Ejiofor como um soldado militar que rastreia Brock e Venom a fim de capturar o simbionte.[18][19]
- Juno Temple como uma cientista que rastreia Brock e Venom.[20][21]
- Rhys Ifans como Martin.[17]
- Peggy Lu como Sra. Chen: uma dona de uma loja de conveniência e amiga de Brock e Venom.[19]
- Alanna Ubach[22]
- Stephen Graham como Patrick Mulligan: Um detetive que se encontrou com Eddie Brock anteriormente e está possuído pelo simbionte Toxina.[23]
- Andy Serkis como Knull: deus primordial e criador dos simbiontes.[24]

Além disso, Clark Backo foi escalado para um papel não revelado, enquanto Cristo Fernández aparece como um barman, reprisando seu papel no filme do Universo Cinematográfico Marvel (MCU) da Sony, Spider-Man: No Way Home (2021).

## Produção

### Desenvolvimento
A estrela Tom Hardy afirmou em agosto de 2018 que havia assinado contrato para estrelar três filmes de Venom.
Anos depois, em uma entrevista à revista Esquire em agosto de 2021, Hardy comenta que estava desenvolvendo a sequência e que adoraria um crossover com o Homem-Aranha, afirmando que faria o possível para que isso acontecesse porém frisou que precisaria de muitas conversas de ambos os lados [Sony e Marvel] para que isso acontecesse. Um mês depois, o ator observou que os produtores iriam continuar a desenvolver o Universo do Homem-Aranha da Sony em futuros filmes, mas disse que também estavam interessados em fazer mais crossovers com o Universo Cinematográfico Marvel (UCM, ou MCU em inglês). Em outubro, Tom Holland disse em entrevista que ele e a produtora Amy Pascal discutiram sobre ele potencialmente reprisar seu papel do UCM como Peter Parker / Homem-Aranha em futuras sequências de Venom e até mesmo seu personagem se encontrando com Kraven, depois de Holland ter feito uma participação especial em Tempo de Carnificina através de imagens do filme do UCM Homem-Aranha: Sem Volta pra Casa (2021). No mês de dezembro daquele ano, Pascal disse que a produção estava nos “estágios de planejamento” de Venom 3 e em abril de 2022 a Sony Pictures da sinal verde ao longa, revelando uma logo do filme no evento da CinemaCon 2022.
Em junho de, Hardy revelou através de uma postagem nas redes sociais que Kelly Marcel estava escrevendo o roteiro depois de trabalhar anteriormente nos filmes anteriores de Venom, e que ele seria seu co-escritor. Esperava-se que o filme conclua a trilogia. Andy Serkis, que anteriormente expressou interesse em retornar para dirigir o próximo filme, afirma que não poderá retornar devido aos seus compromissos com seu próximo projeto Animal Farm (baseado na obra literária de mesmo nome de George Orwell, conhecida como A Revolução dos Bichos no Brasil) que ele adiou para trabalhar em Tempo de Carnificina.
Em outubro, Marcel foi confirmada também como a diretora da sequência.

### Pré-produção
Hardy revelou em fevereiro de 2023 que o trabalho de pré-produção havia começado. Juno Temple entrou em negociações para se juntar ao elenco em um “papel principal” não revelado em abril.  No mês seguinte, as filmagens estavam previstas para começar em junho em Londres, e Chiwetel Ejiofor se juntou ao elenco junto com Temple.

### Filmagens
A fotografia principal começou em 26 de junho de 2023, em Los Mateos em Cartagena, Espanha, bem como no Parque Regional Calblanque. Imagens apontam que essas cenas seriam para ambientar alguma cidade do México no Dia dos Mortos. O início da greve SAG-AFTRA de 2023 em meados de julho de 2023 resultou na interrupção das filmagens. Logo após o fim da greve dos atores, a Sony adiou o lançamento do filme para 08 de novembro de 2024, preenchendo a data de novembro de 2024 que o estúdio havia reservado anteriormente para um filme da Marvel ainda sem título. As filmagens foram retomadas em 16 de novembro.

## Recepção

### Resposta da crítica
No site agregador de críticas Rotten Tomatoes, 40% das 218 resenhas dos críticos são positivas, com uma classificação média de 4,7/10. O consenso do site diz: "O sempre assistível Tom Hardy injeta bastante carisma em Venom: The Last Dance, mas a oferta cede diante de suas ambições tonais complicadas." O Metacritic, que usa uma média ponderada, atribuiu ao filme uma pontuação de 41 em 100, baseado em 47 críticos, indicando críticas "mistas ou médias".